# Северноамеричка фудбалска конфедерација
Северноамеричка фудбалска конфедерација енгл. North American Football Confederation) бивша Фудбалска конфедерација Централне Америке и Кариба, такође позната по свом иницијализму НАФЦ (NAFC), основана је 1946. године као управно тело фудбалских удружења у Северној Америци. Први председник НАФЦ био је Карлос Алонсо који је изабран 19. децембра 1946. у Хавани. Године 1961. ова организација се спојила са Фудбалском конфедерацијом Централне Америке и Кариба (CCCF) и формирао Конкакаф.

## Земље чланице
Следеће нације су биле чланице и представљале НАФЦ:
- Канада
- Куба
- Мексико
- Сједињене Државе

## НАФЦ шампионат
НАФЦ је организовао четири интернационална турнира познате као Северноамерички куп нација. Победници су били:
- 1947. –  Мексико
- 1949. –  Мексико
- 1990. –  Канада
- 1991. –  Мексико